# Fårevejle Sogn
Fårevejle Sogn er et sogn i Odsherred Provsti (Roskilde Stift).
I 1800-tallet var Fårevejle Sogn et selvstændigt pastorat. Det hørte til Odsherred i Holbæk Amt. Fårevejle sognekommune blev ved kommunalreformen i 1970 indlemmet i Dragsholm Kommune, der ved strukturreformen i 2007 indgik i Odsherred Kommune.
I Fårevejle Sogn ligger Fårevejle Kirke og Dragsholm Slot med Dragsholm Slotskirke.
I sognet findes følgende autoriserede stednavne:
- Adlershuse (bebyggelse)
- Bjergene (bebyggelse, ejerlav)
- Dragsholm (ejerlav, landbrugsejendom)
- Fårevejle (ejerlav)
- Fårevejle Kirkeby (bebyggelse)
- Fårevejle Stationsby (bebyggelse)
- Inderø (bebyggelse)
- Ingerby (bebyggelse)
- Knarbos Klint (areal, bebyggelse)
- Kulås Skov (areal)
- Kårup (bebyggelse, ejerlav)
- Kårup Skov (areal, bebyggelse)
- Kårup Strand (bebyggelse)
- Ledhuse (bebyggelse)
- Lejrebjerg Skov (bebyggelse)
- Linderup (bebyggelse)
- Maglemose (bebyggelse)
- Maremose (bebyggelse)
- Odderbjerg (bebyggelse)
- Ordrup (bebyggelse, ejerlav)
- Ordrup Krat (bebyggelse)
- Ordrup Næs (areal, bebyggelse)
- Ordrup Render (bebyggelse)
- Ordrup Strand (bebyggelse)
- Ris (bebyggelse, ejerlav)
- Skamlebæk (bebyggelse)
- Strandkilde (bebyggelse)
- Stubberup (bebyggelse, ejerlav)
- Veddinge (bebyggelse, ejerlav)
- Veddinge Bakker (bebyggelse)
- Vejrhøj (areal)
- Vindekilde (bebyggelse)
- Åshuse (bebyggelse)